# Entomoculia
Entomoculia es un género de coleópteros polífagos estafilínidos (Staphylinidae). Se distribuyen por el Paleártico occidental: Europa mediterránea occidental, el Magreb e islas Canarias.

## Especies
Se reconocen las siguientes:
- Entomoculia adjacius
- Entomoculia affinis
- Entomoculia alticola
- Entomoculia ampurdanus
- Entomoculia angulatus
- Entomoculia antheorensis
- Entomoculia apuana
- Entomoculia arcsensis
- Entomoculia argensis
- Entomoculia aspensis
- Entomoculia barensis
- Entomoculia berberus
- Entomoculia bestiola
- Entomoculia bonadonai
- Entomoculia bonifacius
- Entomoculia brignolensis
- Entomoculia brosi
- Entomoculia canariensis
- Entomoculia caprai
- Entomoculia carbonaria
- Entomoculia catalonicus
- Entomoculia cavalairensis
- Entomoculia coiffaiti
- Entomoculia colasi
- Entomoculia comellinii
- Entomoculia confusus
- Entomoculia consiglioi
- Entomoculia convexus
- Entomoculia corbarensis
- Entomoculia dentatus
- Entomoculia dispersus
- Entomoculia dissimilis
- Entomoculia doderoi
- Entomoculia domenses
- Entomoculia ebusica
- Entomoculia espanoli
- Entomoculia esterelensis
- Entomoculia etrurica
- Entomoculia ferrerguardiai
- Entomoculia gamizi
- Entomoculia gardinii
- Entomoculia grouvellei
- Entomoculia hadriatica
- Entomoculia henryi
- Entomoculia hervei
- Entomoculia hieratica
- Entomoculia hoffmanni
- Entomoculia hypsibata
- Entomoculia iknusus
- Entomoculia infernus
- Entomoculia jeanneli
- Entomoculia jeannetensis
- Entomoculia julii
- Entomoculia kabylianus
- Entomoculia keltiensis
- Entomoculia labronica
- Entomoculia laneyriei
- Entomoculia lauricola
- Entomoculia lepinensis
- Entomoculia ligurica
- Entomoculia lobatus
- Entomoculia lorguensis
- Entomoculia lucensis
- Entomoculia magdalenae
- Entomoculia magrinii
- Entomoculia malierensis
- Entomoculia mancinii
- Entomoculia maremmana
- Entomoculia marinae
- Entomoculia maritimus
- Entomoculia mars
- Entomoculia melonii
- Entomoculia meridionalis
- Entomoculia montisconeri
- Entomoculia normandi
- Entomoculia numidicus
- Entomoculia occidentalis
- Entomoculia ochsi
- Entomoculia ochsiana
- Entomoculia olbiensis
- Entomoculia opulenta
- Entomoculia orpheus
- Entomoculia pardii
- Entomoculia plumosa
- Entomoculia pretiosa
- Entomoculia quartensis
- Entomoculia robustus
- Entomoculia rosai
- Entomoculia rougoni
- Entomoculia sardous
- Entomoculia sassariensis
- Entomoculia satanus
- Entomoculia senyensis
- Entomoculia septentrionis
- Entomoculia serratensis
- Entomoculia shardana
- Entomoculia siagnensis
- Entomoculia sicana
- Entomoculia solanae
- Entomoculia solarii
- Entomoculia strangulatus
- Entomoculia subhervei
- Entomoculia subtilis
- Entomoculia sylvatica
- Entomoculia tanneronensis
- Entomoculia theloti
- Entomoculia thoracicus
- Entomoculia toscanensis
- Entomoculia toscanica
- Entomoculia uranus
- Entomoculia varensis
- Entomoculia vignai
- Entomoculia villascemae
- Entomoculia viti
- Entomoculia zariquieyi
- Entomoculia zegzeiensis